# Ngô Quan Chính
Ngô Quan Chính (sinh tháng 8 năm 1938) là một cựu chính khách, nhà lãnh đạo cấp cao của Đảng Cộng sản Trung Quốc thời kỳ Tổng Bí thư Hồ Cẩm Đào. Từ năm 2002 đến năm 2007, ông là Ủy viên Ban Thường vụ Bộ Chính trị Đảng Cộng sản Trung Quốc, cơ quan nắm thực quyền lãnh đạo cao nhất của đất nước; Bí thư Ủy ban Kiểm tra Kỷ luật Trung ương Đảng Cộng sản Trung Quốc, cơ quan chống tham nhũng của Đảng. Trước đó, ông từng là Thị trưởng Thành phố Vũ Hán; Tỉnh trưởng Chính phủ Nhân dân tỉnh Giang Tây, sau đó là Bí thư Tỉnh ủy tỉnh Giang Tây; và sau đó là Bí thư Tỉnh ủy tỉnh Sơn Đông. Sau Đại hội Đảng Cộng sản Trung Quốc lần thứ 17 diễn ra vào tháng 10 năm 2007, ông nghỉ hưu.

## Tiểu sử
Ngô Quan Chính sinh tháng 8 năm 1938, ở huyện Dư Can, Thượng Nhiêu, tỉnh Giang Tây và gia nhập Đảng Cộng sản Trung Quốc vào tháng 3 năm 1963. Ông học đại học tại khoa kỹ thuật nhiệt tại Đại học Thanh Hoa ở Bắc Kinh năm giai đoạn 1959-1965, cũng tại đó ông tiếp tục làm nghiên cứu sinh về đo nhiệt và điều khiển tự động. Sau đó, ông được luân chuyển đến Thành phố Vũ Hán trong thời kỳ Cách mạng Văn hóa để làm việc với tư cách là kỹ thuật viên của xưởng sản xuất nhà máy Cơ khí Hóa chất Gedian, nơi ông được thăng chức giám sát vài năm sau đó.
Ngô Quan Chính được bổ nhiệm giữ chức thị trưởng Vũ Hán từ năm 1983 đến năm 1986. Ông trở thành Tỉnh trưởng Chính phủ Nhân dân tỉnh Giang Tây, quê hương của ông vào năm 1986 tại kỳ họp của Đại hội Nhân dân tỉnh. Sau đó, ông tiếp tục được bổ nhiệm làm Bí thư Tỉnh ủy Giang Tây từ năm 1995 đến năm 1997. Năm 1997, ông được luân chuyển đến tỉnh Sơn Đông và trở thành lãnh đạo Đảng của tỉnh. Cùng năm, ông được bầu vào Bộ Chính trị Đảng Cộng sản Trung Quốc. Có ý kiến cho rằng, ông Tăng Khánh Hồng, một người bạn trung thành của Tổng Bí thư, Chủ tịch nước Giang Trạch Dân, đã rất thích phong cách làm việc của ông Ngô, và đã đề bạt ông giữ chức vụ cao hơn, kết quả là ông được thăng cấp trở thành Ủy viên Bộ Chính trị vào năm 1997.
Sau đó, Ngô Quan Chính đã xây dựng những mối quan hệ tốt đẹp với cả Giang Trạch Dân và người kế nhiệm Hồ Cẩm Đào. Ngô và Hồ tốt nghiệp cùng năm, cả hai đều là cựu sinh viên của Đại học Thanh Hoa, một số nguồn tin cho rằng, ông là đồng minh của Hồ, tuy nhiên lại có ý kiến cho rằng ông là đồng minh của Giang. Kết quả là Ngô Quan Chính đôi khi được đưa vào danh sách những người thuộc nhóm Thượng Hải.
Năm 2002, ông được bầu làm Ủy viên Ban Thường vụ Bộ Chính trị Đảng Cộng sản Trung Quốc kiêm chức Bí thư Ủy ban Kiểm tra Kỷ luật Trung ương, cơ quan chống tham nhũng của Đảng. Ngô được xem là một ứng cử viên thỏa hiệp dễ dàng kể từ khi ông có "kháng cáo phe nhóm".
Năm 2009, một thẩm phán ở Audiencia Nacional, Tây Ban Nha đã tố cáo Ngô Quan Chính và bốn quan chức khác đã diệt chủng Pháp Luân Công, mặc dù các đạo luật sau đó đã được thông qua nhằm hạn chế tác động của phán quyết.